# Potres u Karatagu 1907.
Potres u Karatagu 1907. dogodio se 21. listopada u 04:23 UTC u blizini Karataga u graničnom području između Uzbekistana i Tadžikistana, tada dijela Ruskog Carstva. Potres je imao procijenjenu magnitudu površinskog vala!! od 7,4 i maksimalni osjetni intenzitet od IX (nasilan) na Mercallijevoj ljestvici intenziteta.  Procjene broja poginulih kreću se između 12.000 i 15.000.

## Vanjske poveznice
- The International Seismological Centre has a bibliography and/or authoritative data for this event.